# Khris Middleton
James Khristian "Khris" Middleton (ur. 12 sierpnia 1991 w Charleston) – amerykański koszykarz, aktualnie zawodnik Washington Wizards.

## Osiągnięcia
Stan na 24 lutego 2022, na podstawie, o ile nie zaznaczono inaczej.
NCAA
- Uczestnik:
  - II rundy turnieju NCAA (2010)
  - turnieju NCAA (2010, 2011)
- Zaliczony do:
  - I składu:
    - najlepszych pierwszorocznych zawodników Big 12 (2011)
    - turnieju:
      - Orlando Classic (2011)
      - Big 12 (2012)

  - II składu All-Big 12 (2011)
  - III składu All-Big 12 (2012)

NBA
- Mistrz NBA (2021)[2]
- Uczestnik:
  - meczu gwiazd NBA (2019[3], 2020[4], 2022[5])
  - konkursu:
    - rzutów za 3 punkty (2016, 2019)[6]
    - Skills Challenge (2020)[7]

Reprezentacja
- Mistrz olimpijski (2020)[8]
- Uczestnik mistrzostw świata (2019 – 7. miejsce)[9]